# Ecuador Open Quito 2015
L'Ecuador Open Quito 2015 è stato un torneo di tennis giocato su campi in terra rossa. È stata la 1ª edizione del torneo che appartiene alla serie ATP World Tour 250 series nell'ambito dell'ATP World Tour 2015. Si è giocato a Quito in Ecuador dal 2 all'8 febbraio 2015.

## Partecipanti

### Teste di serie
| Nazionalità     | Giocatore              | Ranking* | Testa di serie |
| --------------- | ---------------------- | -------- | -------------- |
| Spagna          | Feliciano López        | 14       | 1              |
| Colombia        | Santiago Giraldo       | 32       | 2              |
| Spagna          | Fernando Verdasco      | 33       | 3              |
| Slovacchia      | Martin Kližan          | 34       | 4              |
| Italia          | Paolo Lorenzi          | 64       | 5              |
| Brasile         | Thomaz Bellucci        | 65       | 6              |
| Serbia          | Dušan Lajović          | 68       | 7              |
| Rep. Dominicana | Víctor Estrella Burgos | 77       | 8              |

* Ranking al 19 gennaio 2014.

### Altri partecipanti
I seguenti giocatori hanno ricevuto una wildcard per il tabellone principale:
- Gonzalo Escobar
- Márton Fucsovics
- Giovanni Lapentti

I seguenti giocatori sono passati dalle qualificazioni:

- Nicolás Jarry
- Gerald Melzer
- André Ghem
- Renzo Olivo

## Punti e montepremi
| Torneo    | Torneo              | V      | F      | SF     | QF     | 2T    | 1T    | Q  | Q3  | Q2  | Q1 |
| Singolare | Punti               | 250    | 150    | 90     | 45     | 20    | 0     | 12 | 6   | 0   | 0  |
| Singolare | Premi in denaro ($) | 80.000 | 42.100 | 22.800 | 12.990 | 7.655 | 4.535 | –  | 730 | 350 | 0  |
| Doppio    | Punti               | 250    | 150    | 90     | 45     | 0     | –     | –  | –   | –   | –  |
| Doppio    | Premi in denaro ($) | 24.280 | 12.760 | 6.920  | 3.960  | 2.320 | –     | –  | –   | –   | –  |

## Campioni

### Singolare
Víctor Estrella Burgos ha battuto in finale  Feliciano López per 6-2, 6(5)–7, 7–6(5).
- È il primo titolo in carriera per Estrella Burgos.[1]

### Doppio
Gero Kretschmer /  Alexander Satschko hanno battuto in finale  Víctor Estrella Burgos /  João Souza per 7-5, 7–6(3).